# 菲莱托
菲莱托（義大利語：Filetto）是意大利阿布鲁佐大区基耶蒂省的一个市镇，总面积13平方千米，人口在1921年曾经达到顶峰为2 435人，以后一直下降，在2001年只有1 119人。